# Ley de salud mental (Argentina)
La Ley 26.657, conocida como Ley de salud mental, es una legislación argentina que asegura el derecho a la protección de la salud mental de todas las personas, y los derechos humanos de aquellas con padecimiento mental. Fue sancionada el 25 de noviembre de 2010 y promulgada el 2 de diciembre de 2010. El eje de la ley es que las personas con padecimiento mental deben ser tratadas en hospitales comunes y que las internaciones deben ser breves y notificadas al juez.
Fue impulsada por el Ministerio de Salud, el Inadi, la Secretaría de Derechos Humanos y la Defensoría General de la Nación durante el gobierno de Cristina Fernández de Kirchner. Es considerado por el CELS un avance clave para el reconocimiento de las personas con padecimiento mental como sujetas de derecho y para la sustitución del manicomio por tratamientos dignos.

## Contenido de la ley
La ley reconoce la autonomía de las personas con padecimiento mental y su capacidad para decidir, recomienda la internación solo en situaciones excepcionales. Además, desalienta las internaciones indefinidas y prohíbe la creación de nuevas instituciones psiquiátricas con características de asilo. La norma también promueve el trabajo interdisciplinario de los equipos de salud y establece que el diez por ciento del presupuesto de la cartera del área debe estar destinado a la salud mental.
Concede el derecho del asistido, su abogado, un familiar o allegado que éste designe, a acceder a sus antecedentes familiares, fichas e historias clínicas, el derecho a que en el caso de internación involuntaria o voluntaria prolongada, las condiciones de la misma sean supervisadas periódicamente por el órgano de revisión, el derecho a no ser identificado ni discriminado por un padecimiento mental actual o pasado.Derecho a recibir tratamiento y a ser tratado con la alternativa terapéutica más conveniente, que menos restrinja sus derechos y libertades, promoviendo la integración familiar, laboral y comunitaria.Derecho a no ser objeto de investigaciones clínicas ni tratamientos experimentales sin un consentimiento fehaciente. Según sus defensores, apuntaba a terminar con el negocio de los medicamentos, y el de las clínicas privadas que prolongan indefinidamente las internaciones por las ganancias que de ello obtienen.

## Apoyos
Tuvo la adhesión de la Organización Panamericana de la Salud (OPS/OMS). Hugo Cohen, asesor subregional en Salud Mental de la OPS señaló: "Se trata de un hito para la región de las Américas, ya que es probablemente la primera ley de salud mental que incluye los principales estándares de salud mental y normas de derechos humanos regionales e internacionales".
Fue respaldada por asociaciones de familiares de pacientes y usuarios de servicios de salud mental como la Red FUV (Red de Familiares, Usuarios y Voluntarios por los Derechos en Salud Mental), APEF (Asociación de Ayuda al Paciente con Esquizofrenia y su Familia), Fepra (Federación de Psicólogos de la República Argentina), Apadh (Asociación de Psiquiatras y Adherentes por los Derechos Humanos) y otras entidades.